# Kavan Smith
Kavan Joel Smith (Edmonton, 6 mei 1970) is een Canadees acteur. Hij is voornamelijk actief in televisiefilms en - series. Tot zijn meer omvangrijke rollen daarin behoren die van Jed Garrity in The 4400 (21 afleveringen) en die van Major Evan Lorne in Stargate: Atlantis (29 afleveringen). Smith speelde vanaf 1995 in negen televisiefilms voordat hij in 2000 debuteerde op het witte doek, als Nicholas Willis in Mission to Mars.

## Filmografie

### Films
- Mission to Mars (2000)
- See Spot Run (2001)
- Stark Raving Mad (2002)

### Televisie (selectie)
*Exclusief eenmalige gastrollen
- Titanic (1996)
- A Date with Darkness: The Trial and Capture of Andrew Luster (2003)
- Stargate SG-1 als Major Evan Lorne (2003-2007, twee afleveringen)
- Godiva's als Zach (2005-2006, vier afleveringen)
- The 4400 als Jed Garrity (2005-2007, 21 afleveringen)
- Stargate: Atlantis als Major Evan Lorne (2005-2009, 29 afleveringen)
- Nightmare at the End of the Hall (2008) als Brett
- Sanctuary als det. Joe Kavanaugh (2008, twee afleveringen)
- Supernatural als Cuthbert Sinclair (2008-2020, vier afleveringen)
- When Calls the Heart (2014-heden) als Leland Coulter
- Mistresses als Ellis (2015, vier afleveringen)
- The Perfect Bride (2017) als Nick Dyson
- The Perfect Bride: Wedding Bells (2019) als Nick Dyson
- Love on the Menu (2019) als Hank
- You Had Me at Aloha (2021) als Ben
- Big Sky River (2022) als Boone Taylor
- Big Sky River: The Bridal Path (2023) als Boone Taylor
- Nelly Knows Mysteries (2024) als Michael Hogan